# Aleksandr Vasil'evič Samsonov
Aleksandr Vasil'evič Samsonov (in russo Александр Васильевич Самсонов?; Ekaterinoslav', 2 novembre 1859 – Willenberg, 30 agosto 1914) è stato un generale russo.
Dopo una lunga carriera soprattutto nei reparti di cavalleria e la partecipazioni alle guerre combattute dall'Impero russo, assunse il comando all'inizio della prima guerra mondiale della Seconda Armata Russa, una delle due armate russe impegnate nell'invasione della Prussia Orientale. 
Dopo alcuni successi iniziali, Samsonov fu messo in difficoltà da problemi di rifornimento e dalla scarsa cooperazione dell'altra armata russa; le sue forze quindi furono in parte accerchiate e distrutte nella battaglia di Tannenberg. Egli, ritenendo ormai compromesso l'esito della battaglia, preferì recarsi in prima linea accanto ai suoi soldati e suicidarsi sul campo per non cadere prigioniero del nemico.

## Biografia
Samsonov entrò nell'esercito russo all'età di 18 anni nel 1877 e nel 1878 fu inviato a combattere nella guerra russo-turca. Comandò uno squadrone di cavalleria durante la repressione della ribellione dei boxer (1900) e durante la guerra russo-giapponese.
Allo scoppio del primo conflitto mondiale, gli fu affidata l'invasione della Prussia orientale al comando di 150.000 uomini. Il 22 agosto ebbe inizio l'operazione, passata alla storia come Battaglia di Tannenberg, ma le truppe russe, seppur in forte superiorità numerica, dovettero arrestarsi davanti alle trincee tedesche. Dopo giorni di feroci combattimenti, i tedeschi riuscirono a mandare in rotta i fianchi dell'esercito invasore (26 e 27 agosto), prendendo così alle spalle il grosso dell'armata zarista. Circa 140.000 russi trovarono la morte o la prigionia in quella disfatta. Il 30 agosto Samsonov disse al proprio capo di stato maggiore: "Come comparire di nuovo al suo cospetto [al cospetto dello Zar] dopo un simile disastro?". Poco dopo il generale Samsonov si sarebbe sparato un colpo di rivoltella in testa. Il suo corpo venne ritrovato dai tedeschi in mezzo ad altri caduti russi con un foro di proiettile in testa ed in mano la rivoltella. Secondo Robert Boucard la decisione di un attacco d'oltranza che portò alla catastrofe della battaglia di Tannenberg è dovuto ad un (finto) ordine orchestrato dagli stretti collaboratori del ministro della Guerra Suchomlinov che furono in seguito scoperti essere colpevoli di spionaggio a favore della Germania.